# New Forest pony
Il New Forest pony è una delle razze native di pony riconosciute delle Isole Britanniche. L'altezza vara da circa 120 a 145 cm; gli animali, di qualsiasi taglia, devono essere forti, abili al lavoro e adatti alla sella. Sono apprezzati per la loro resistenza, forza e sicurezza nel passo.
La razza è indigena della New Forest nell'Hampshire in Inghilterra meridionale, dove gli equini hanno vissuto fin dall'ultima era glaciale; resti archeologici datati a 500.000 anni prima di Cristo sono stati trovati nel raggio di 80 km dal centro della New Forest moderna. Studi genetici hanno mostrato un'origine dai pony di razza celtica Asturcón e Pottok. Molte razze hanno contribuito alla popolazione originale, ma oggi vengono considerati purosangue soltanto pony con genitori entrambi registrati come tali nella apposita sezione del registro dei riproduttori. I New Forest pony possono essere cavalcati sia da bambini che adulti, essere utilizzati come animali da tiro e competono con successo contro animali più grandi nelle competizioni equine.
I pony al pascolo nella New Forest sono di proprietà comune dagli abitanti del luogo con diritto di pascolo sulle terre, a fronte di una tassa di marcatura annuale per ogni animale lasciato libero nel pascolo. La popolazione di poni nella New Forest è fluttuata in risposta alle richieste di animali giovani, con un minimo di seicento individui nel 1945, raggiungendo qualche migliaio oggi in condizioni semiferali. La salute e il benessere dei pony vengono monitorate da cinque impiegati pubblici (denominati "agisters" e "verderers") della New Forest. Ogni impiegato gestisce un'area specifica della foresta. I pony vengono raccolti annualmente in una serie di adunate per il controllo della salute, Sverminare e marcatura. Stalloni purosangue selezionati dagli enti appositi si uniscono alle giumente durante una breve stagione degli accoppiamenti, e molti dei risultanti puledri vengono venduti in apposite fiere tenute varie volte l'anno.

## Caratteristiche

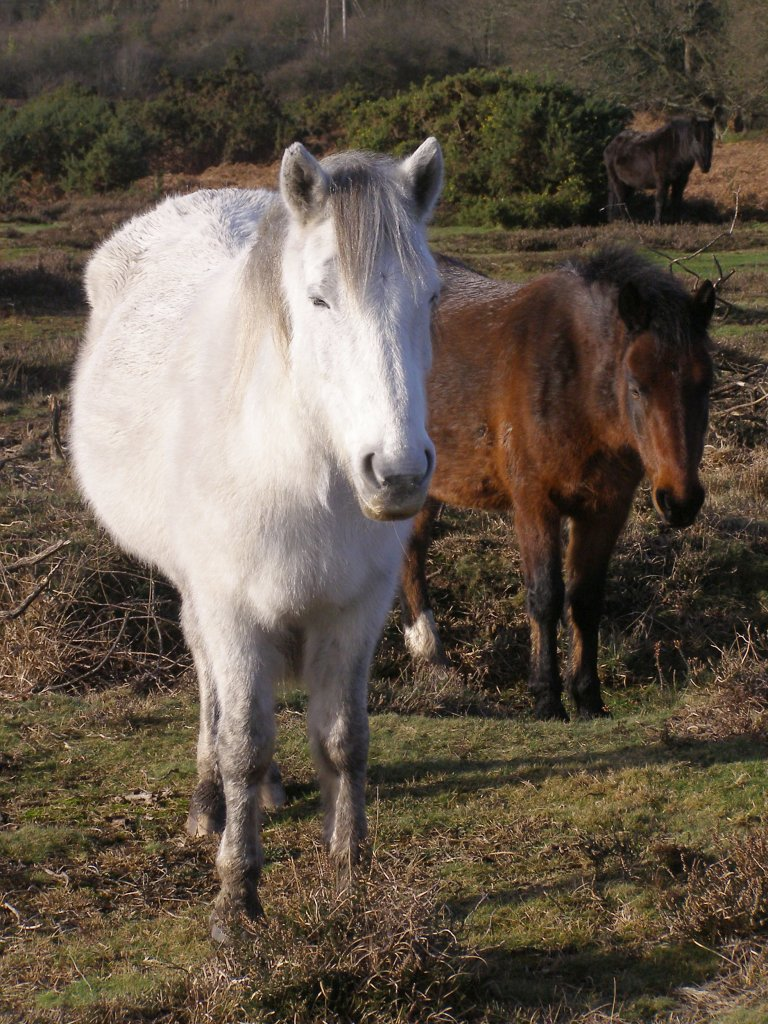
Pony nella Setley Plain

Gli standard per la razza sono definiti dal New Forest Pony Breeding and Cattle Society. L'altezza massima consentita è 148 cm. Benché non sia definita un'altezza minima, i New Forest pony sono raramente alti meno di 122 cm. Nelle mostre, sono normalmente classificati in due sezioni: A, al di sotto di 138 cm di altezza, e B, al di sopra. I New Forest pony dovrebbero essere adatti alla sella ed al lavoro, di conformazione robusta con spalle inclinate ed un quarto posteriore potente, il corpo dovrebbe essere profondo e le gambe diritte con ossa forti e piatte e zoccoli duri ed arrotondati. I pony di dimensioni maggiori, benché stretti abbastanza da permettere ai bambini di cavalcarli comodamente, possono anche portare adulti. Pony di dimensioni più piccole possono non essere adatti ai cavalieri troppo pesanti, ma sono spesso più adatti alle mostre. Il New Forest pony ha un passo regolare ma non esagerato ed è noto per la sua sicurezza sui piedi, agilità e velocità.
I colori del mantello più comuni sono baio, sauro, o grigi. Alcuni colori sono esclusi: piebald, skewbald, e crema con occhi azzurri; non sono permessi palomino e sauro molto chiaro sono accettati solo come castroni o giumente. Gli occhi blu non sono mai accettati. Sono permessi marchi bianchi sul capo e sulla zampa fuorché dietro la testa, sopra il garretto nella zampa posteriore o sopra il metacarpo in quella anteriore. Animali che non passano questi standard non possono essere registrati nella sezione purosangue del libro dei riproduttori, ma sono registrati nella sua appendice. Neanche i discendenti di questi animali possono essere registrati come pony New Forest purosangue, in quanto il libro dei riproduttori è chiuso.
Questi pony hanno un temperamento docile e sono noti per la loro intelligenza, forza e versatilità. Nel complesso, sono una razza forte e resistente. L'unico difetto genetico riscontrato in questa razza è la miotonia congenita, una condizione muscolare presente anche negli esseri umani, cani, gatti e capre. È stato identificato nei Paesi Bassi, dopo che un puledro presentante la sindrome è stato presentato alla Clinica Equina dell'Università di Utrecht. Il sequenziamento del DNA ha rivelato che il puledro afflitto era omozigote per una mutazione "missense" nel gene producente CLCN1, una proteina implicata nella regolazione dell'eccitabilità della contrazione dei muscoli scheletrici. L'allele mutato è stato trovato in entrambi i genitori del puledro, nei fratelli, ed in altri due animali imparentati, nessuno dei quali esibiva segni clinici della malattia. I ricercatori hanno concluso che la trasmissione della malattia si comporta come autosomica recessiva, per cui due genitori portatori devono contribuire l'allele responsabile per la manifestazione della malattia. Lo studio ha anche suggerito che la malattia sia di origine relativamente recente, in quanto tutti i poni testati positivi sono discendenti degli stessi individui originali.. Il possibile stallone fondatore è stato identificato con Kantje's Ronaldo; analisi sono in corso per identificare quale discendenza porti il gene mutato. Tutti i portatori verranno rimossi dalla sezione dei riproduttori del "New Forest Pony Breeding & Cattle Society's". Benché si ritenga che il gene mutato sia stato eliminato dalla Gran Bretagna, verranno anche testati gli stalloni New Forest con licenza, indipendentemente dalla loro origine, per coprire la possibilità che il gene mutato possa essere comparsa precedentemente nel pedigree.

## Storia
I pony hanno pascolato nell'area della New Forest per varie migliaia di anni, da prima dell'ultima era glaciale. Danni da punta di lancia sulla scapola di un cavallo scoperto ad Eartham Pit, Boxgrove (circa 80 km dal cuore della New Forest moderna) e datato a circa 500.000 anni prima di Cristo dimostrano l'esistenza della caccia ai cavalli nell'area da parte di umani, ed i resti di un grande campo di caccia dell'era glaciale sono stati trovati vicino a Ringwood (sui confini occidentali della New Forest moderna). Resti scheletrici di pony dell'età del bronzo suggeriscono somiglianze con il pony Exmoor moderno. Ossa di cavallo ritrovate in tombe dell'età del ferro a Danebury (a circa venticinque chilometri dalla New Forest moderna), indicano che gli animali erano circa 120 centimetri d'altezza alla spalla. – un'altezza simile a quella di alcuni dei pony New Forest odierni più piccoli.

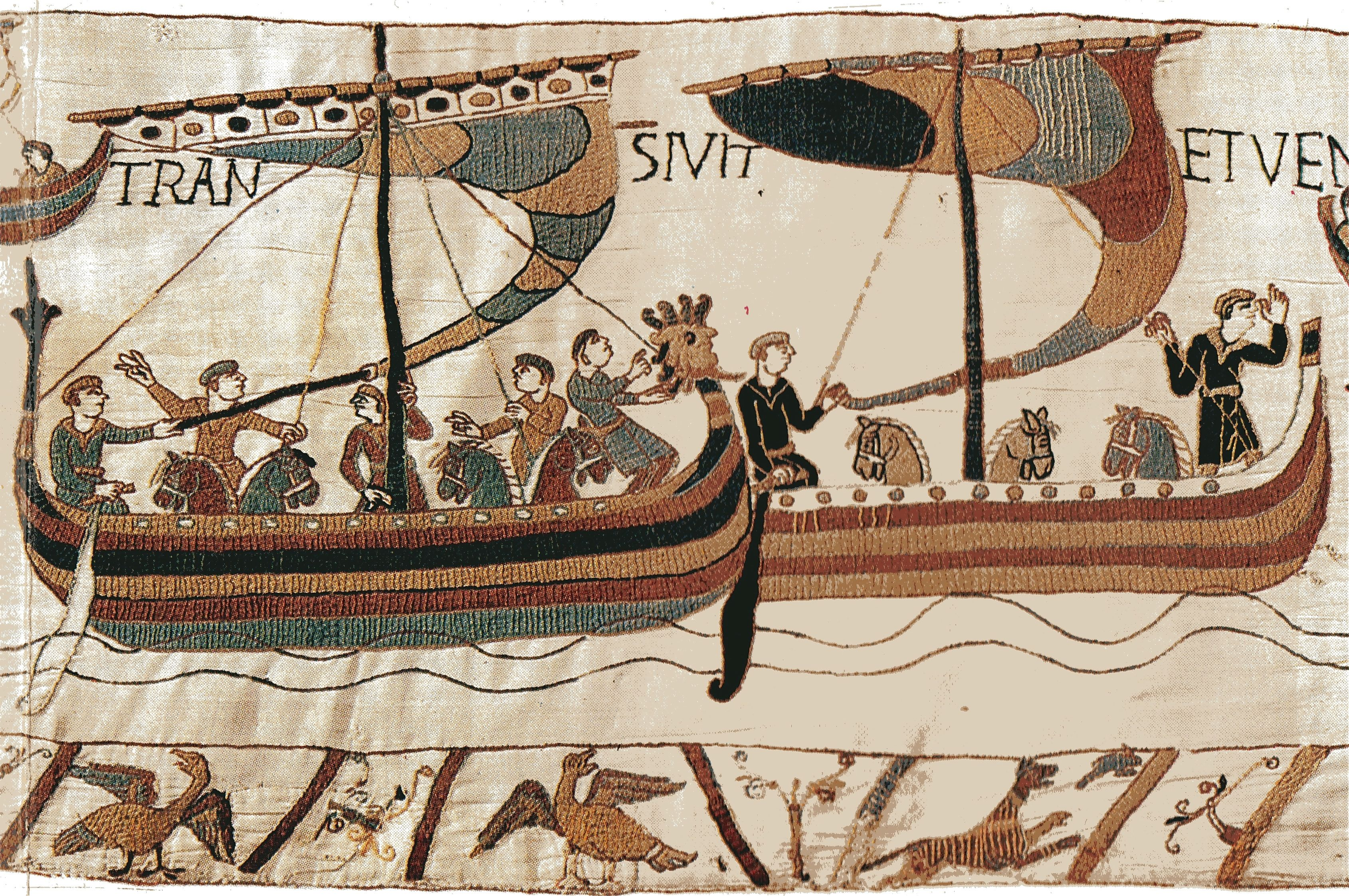
Arazzo di Bayeux: Normanni dell'XI secolo trasportano cavalli in Inghilterra

Guglielmo il Conquistatore, che prese la New Forest come riserva reale di caccia, fece trasportare più di duemila cavalli attraverso il canale della Manica durante l'invasione dell'Inghilterra nel 1066. Le prime registrazioni scritte di cavalli nella New Forest risalgono a questo periodo, quando furono concessi agli abitanti dell'area diritti di pascolo comuni. Una tradizione popolare collegante gli antenati dei pony New Forest a dei cavalli spagnoli che si riteneva avessero nuotato verso la spiaggia da navi naufragate al tempo dell'Armada spagnola è, secondo la New Forest National Park Authority, "adesso accettata come mito"; tuttavia, discendenti di giumente Forest, probabilmente riprodotti al Royal Stud in Lyndhurst, sono stati esportati nel 1507 per essere usati nelle guerre d'Italia del XVI secolo. Uno studio genetico del 1998 suggerisce che il pony New Forest condivide un'ascendenza distante con due razze spagnole di tipo celtico, l'Asturcón ed il Pottok.
Lo stallone più notevole all'inizio della storia della razza è stato un purosangue inglese di nome Marske, padre di Eclipse, ed un bisnipote di Darley Arabian. Marske è stato venduto ad un contadino di Ringwood per venti guinee alla morte del Principe William, Duca di Cumberland, ed è stato usato come riproduttore con "giumente di campagna" negli anni 1760.